# IMAM Ro.5
El IMAM Ro.5 fue un avión deportivo diseñado por Alessandro Tonini y producido por IMAM en Italia, a finales de los años 20 del siglo XX.

## Diseño y desarrollo
El Ro.5 era un monoplano de ala en parasol convencional, con tren de aterrizaje de patín de cola fijo y dos cabinas abiertas en tándem. Se hizo popular entre particulares y clubes de vuelo, y fue construido en grandes cantidades. Algunos Ro.5 fueron comprados por la Regia Aeronautica para ser usados como entrenadores y aviones de enlace. Una versión posterior, la Ro.5bis, cerraba las cabinas bajo una larga cubierta.

## Variantes
Ro.5
Versión principal de producción.
Ro.5bis
Versión con cubierta sobre las cabinas.

## Operadores
Italia
- Regia Aeronautica

 España
- Ejército del Aire

## Especificaciones (Ro.5)
Referencia datos: Jane's all the World's Aircraft 1928, The Illustrated Encyclopedia of Aircraft

### Características generales
- Tripulación: Uno (piloto)
- Capacidad: Un pasajero
- Longitud: 6,9 m (22,8 ft)
- Envergadura: 10 m (32,8 ft)
- Altura: 2,2 m (7,1 ft)
- Superficie alar: 16 m² (172,2 ft²)
- Peso vacío: 400 kg (881,6 lb)
- Peso cargado: 680 kg (1498,7 lb)
- Planta motriz: 1× motor radial de siete cilindros refrigerado por aire Walter NZ 85.
  - Potencia: 63 kW (87 HP; 86 CV)
- Hélices: Bipala de paso fijo

### Rendimiento
- Velocidad máxima operativa (Vno): 175 km/h (109 MPH; 94 kt) a 180 km/h
- Velocidad de entrada en pérdida (Vs): 65 km/h (40 MPH; 35 kt)
- Alcance: 1000 km (540 nmi; 621 mi) (6,5 h)
- Techo de vuelo: 4000 m (13 123 ft)
- Carga alar: 42,5 kg/m² (8,7 lb/ft²)
- Potencia/peso: 0,09341 kW/kg (0,05682 hp/lb)

## Aeronaves relacionadas

### Secuencias de designación
- Secuencia Ro._ (interna de IMAM): Ro.1 - Ro.5 - Ro.10 - Ro.26 - Ro.30 →